# Domagoj Duvnjak

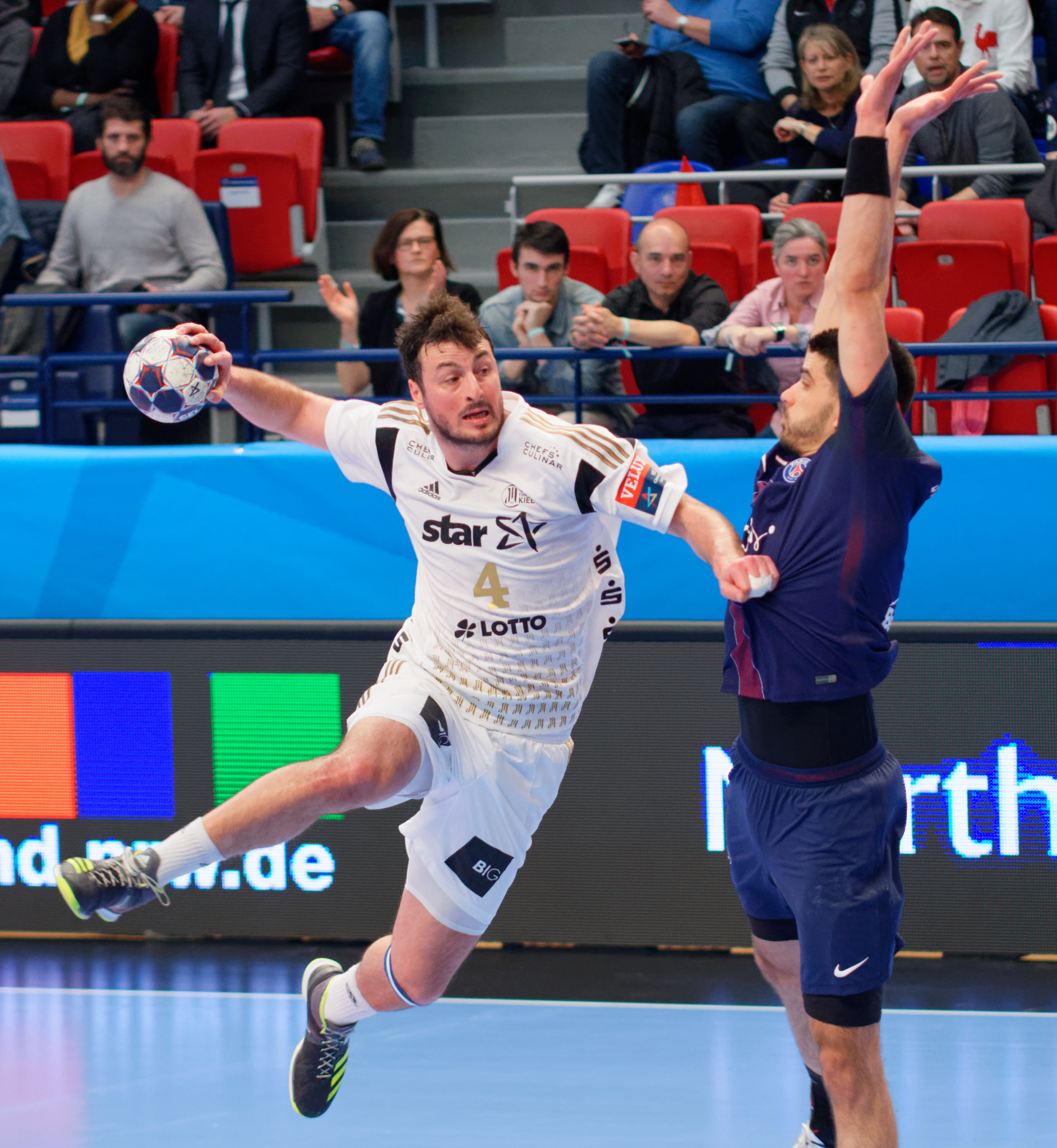
Domagoj Duvnjak au tir sous le maillot du THW Kiel lors d'un match face au PSG, le 12 mars 2017.

Domagoj Duvnjak, né le 1er juin 1988 à Đakovo, est un handballeur international croate. En 2013, il est élu meilleur handballeur mondial de l'année et évolue depuis 2014 au THW Kiel.

## Biographie
Né dans une famille de handballeurs – son père, sa mère et sa sœur ont pratiqué la handball –, Domagoj fait ses armes dans le club de sa ville natale, le RK Đakovo, avec lequel il débute en championnat de Croatie à seulement seize ans puis, deux ans plus tard, termine meilleur buteur du championnat.
En 2006, à 18 ans, Duvnjak quitte son club formateur pour rejoindre le célèbre club croate du RK Zagreb. Ultra-dominateur sur la scène nationale, Zagreb et Duvnjak réalisent trois doublés championnat-Coupe de Croatie. Lors de ces trois saisons, il connait la Ligue des champions et réussit à atteindre avec son club les quarts de finale.
Dans le même temps, il connait ses premières sélections en équipe nationale de Croatie avec laquelle il remporte la médaille d'argent à l'Euro 2008 puis au Mondial 2009 et atteint les demi-finales des Jeux olympiques de 2008 de Pékin.
Il devient alors l'un des joueurs les plus prometteurs de sa génération et en 2009, il rejoint la Bundesliga et le club du HSV Hambourg qui le fait signer à seulement 21 ans pour un contrat de trois ans contre un transfert record de 2,25 millions €,. Avec le HSV, il parvient à briser l'hégémonie du THW Kiel qui dominait le handball allemand depuis 2007, puisqu'il remporte avec Hambourg la Coupe d'Allemagne en 2010 puis le Championnat d'Allemagne en 2011. Puis, en forme d'apothéose, il s'impose lors de la Ligue des champions 2012-2013. Réalisant par ailleurs de très bonnes performances avec l'équipe nationale, Duvnjak et les Croates cumulent les places d'honneur avec trois médailles de bronze consécutives à l'Euro 2012, aux JO 2012 et au Mondial 2013, compétition où il est élu meilleur demi-centre,. Également élu joueur de la saison 2012-13 en Allemagne, c'est sans grande surprise qu'il est élu meilleur handballeur mondial de l'année en 2013,.
Pourtant, le HSV est en proie à des problèmes financiers et en juin 2013 Duvnjak refuse l'offre de prolongation de Hambourg, ainsi que le pont d’or offert par Kielce, pour finalement s’engager avec les rivaux du THW Kiel pour trois ans, et une saison supplémentaire en option, à compter de l'été 2014. Si Kiel sera moins dominateur que lors des saisons précédant son arrivée, il étoffe son palmarès de quatre autres Championnats (2015, 2020, 2021, 2023), quatre autres Coupes (2017, 2019, 2022 et 2025), six autres Supercoupes d'Allemagne et deux autres coupes d'Europe, la Coupe de l'EHF en 2019 et la Ligue des champions en 2020.
Il est nommé capitaine du THW Kiel à compter de la saison 2016/2017 puis capitaine de la Croatie en 2017. Il le reste jusqu'à sa retraite internationale au lendemain de la médaille d'argent remportée au Championnat du monde 2025. S'il ne remporte aucun titre avec la Croatie, son palmarès se compose de cinq médailles d'argent (trois aux Euros et deux aux Mondiaux) et quatre médailles de bronze (une aux JO, deux aux Euros et une aux Mondiaux). À titre individuel, il totalise 796 buts marqués (record) en 272 sélections (record) et a été élu meilleur joueur du Championnat d'Europe 2020 et meilleur demi-centre du championnat du monde 2013,, du championnat d'Europe 2014 et du championnat du monde 2017.

## Palmarès

### En club
Compétitions internationales
- Ligue des champions (2) : 2013 et 2020
- Coupe de l'EHF (2) : 2013, 2019

Compétitions nationales
- Championnat de Croatie (3) : 2007, 2008 et 2009
- Coupe de Croatie (3) : 2007, 2008 et 2009
- Championnat d'Allemagne (5) : 2011, 2015, 2020, 2021, 2023
- Coupe d'Allemagne (5) : 2010, 2017, 2019, 2022, 2025
- Supercoupe d'Allemagne (8) : 2009, 2010, 2014, 2015, 2020, 2021, 2022, 2023

### En sélection nationale
Jeux olympiques
- 4e place aux Jeux olympiques de 2008 à Pékin
- Médaille de bronze aux Jeux olympiques de 2012 à Londres
- 5e place aux Jeux olympiques de 2016 à Rio de Janeiro
- 9e place aux Jeux olympiques de 2024 à Paris

Championnats d'Europe
- Médaille d'argent au Championnat d'Europe 2008 en Norvège
- Médaille d'argent au Championnat d'Europe 2010 en Autriche
- Médaille de bronze au Championnat d'Europe 2012 en Serbie
- 4e place au Championnat d'Europe 2014 au Danemark
- Médaille de bronze au Championnat d'Europe 2016 en Pologne
- 5e place au Championnat d'Europe 2018 en Croatie
- Médaille d'argent au Championnat d'Europe 2020 en Suède/Autriche/Norvège
- 8e place au Championnat d'Europe 2022 en Hongrie et Slovaquie
- 11e place au Championnat d'Europe 2024 en Allemagne

Championnats du monde
- 5e place au Championnat du monde 2007 au Allemagne
- Médaille d'argent au Championnat du monde 2009 en Croatie
- 5e place au Championnat du monde 2011 en Suède
- Médaille de bronze au Championnat du monde 2013 en Espagne
- 6e place au Championnat du monde 2015 au Qatar
- 4e place au Championnat du monde 2017 en France
- 6e place au Championnat du monde 2019 au Danemark et en Allemagne
- 15e place au Championnat du monde 2021 en Égypte
- 9e place au Championnat du monde 2023 en Pologne et en Suède
- Médaille d'argent au Championnat du monde 2025 en Croatie et en Norvège

sélections de jeunes
- Médaille d'argent au championnat du monde jeunes en 2007 (en)
- Médaille d'or au championnat d'Europe jeunes en 2006
- Médaille de bronze au championnat du monde jeunes en 2005 (en)

### Récompenses individuelles
- Élu meilleur handballeur mondial de l'année en 2013[8]
- Élu handballeur croate de l'année en 2011, 2012, 2014 et 2015
- Élu meilleur joueur du Championnat d'Europe 2020
- Élu meilleur joueur du Final4 de la Ligue des champions 2013[7]
- Élu meilleur joueur du Championnat d'Allemagne en 2012-2013[7]
- Élu meilleur demi-centre du championnat du monde 2013[5],[6], du championnat d'Europe 2014[12] et du championnat du monde 2017[13]
- Élu dans l’équipe « 7 Monde » par le journal L’Équipe en 2013[14]
- Meilleur buteur de l'histoire de la Croatie avec 796 buts marqués
- Joueur le plus capé de l'histoire de la Croatie avec 272 sélections